# Марк Тиций
Марк Ти́ций (лат. Marcus Titius; I век до н. э.) — римский военачальник и политический деятель, консул-суффект 31 года до н. э. Был сторонником Марка Антония, но накануне Актийской войны перешёл на сторону Октавиана. В 35 году до н. э. в Азии разбил и казнил Секста Помпея.

## Биография
Марк Тиций принадлежал к незнатному плебейскому роду. Отдельные носители номена Тиций вошли в состав сенатского сословия в последний век существования Римской республики. Достоверно известно, что Марк был сыном Луция Тиция (согласно Р. Броутону, претора в неустановленном году, которому Марк, впрочем, мог приходиться внучатым племянником), а по матери — племянником Луция Мунация Планка, консула 42 года до н. э.
Первые упоминания о Марке Тиции в сохранившихся источниках относятся к 43 году до н. э. Триумвиры, придя к власти в Риме, составили проскрипционные списки, куда включили, помимо всех прочих, и Луция Тиция. Последний бежал в Сицилию к Сексту Помпею, а Марк собрал флот и с ним начал пиратствовать в западной части Средиземного моря: в частности, он грабил побережье Этрурии. В 40 году до н. э. флотоводец Помпея Мена разбил Марка и взял в плен у берегов Нарбонской Галлии, но Помпей освободил его ради отца.
После подписания мира между Помпеем и членами Второго триумвирата в 39 году до н. э. Марк Тиций смог вернуться в Рим. Там он стал союзником Марка Антония (возможно, под влиянием своего дяди Планка). В 36 году до н. э. Марк принял участие в парфянском походе Антония в качестве квестора, а в 35 году до н. э. стал наместником Азии. Его главной задачей было противодействие Сексту Помпею, который был изгнан из Сицилии Октавианом и появился на Востоке с неясными намерениями. Тиций должен был либо разгромить Помпея, либо доставить его к Антонию в Александрию. Секст начал войну; совместно с Гаем Фурнием Марк разбил его и предложил сдаться в обмен на гарантии безопасности. Тот ответил отказом, но вскоре был вынужден капитулировать уже без каких-либо условий. Тиций приказал убить Помпея в Милете — либо самовольно, либо по приказу Антония или Планка (в конце 35 года до н. э.).
В 32 году до н. э., когда конфликт между Антонием и Октавианом угрожал перейти в очередную гражданскую войну, Марк Тиций вместе с Планком перешёл на сторону Октавиана; перебежчики рассказали о содержании завещания Антония, которое до того они же и подписали. В частности, документ предусматривал похороны Антония в Александрии, а не в Риме, и переход большей части его имущества Клеопатре и её детям. Октавиан использовал эти факты в своей пропагандистской кампании. 
Вскоре после возвращения в Рим Тиций организовал игры в театре Помпея, но это закончилось провалом: народ встретил его как убийцу Секста Помпея с такой ненавистью, что ему пришлось покинуть театр. В 31 году до н. э. Тиций был консулом-суффектом (с мая по сентябрь) и сражался в битве при Акции. Позже он стал наместником Сирии с полномочиями легата. Известно, что в этом качестве Тиций получил от парфянского царя Фраата IV заложников (четырёх сыновей и четырёх внуков) и встретился с царём Иудеи Иродом Великим накануне его последнего путешествия в Рим. Последнее событие датируется 13 или 12 годом до н. э. Насколько долго Тиций был наместником Сирии, неясно.
Благодаря одной надписи (CIL IX 5853) известно, что Тиций был членом жреческой коллегии понтификов.
Известно, что Марк Тиций был женат на дочери Квинта Фабия Максима, консула-суффекта 45 года до н. э.